# Боргхольмский замок
Боргхольмский замок (швед. Borgholms slott) в Боргхольме (Швеция) — на сегодняшний день лежащая в руинах крепость, построенная первоначально во второй половине XII века и перестраиваемая в течение последующих лет. Замок связан с поместьем Холльтроп, находящимся к югу от него. Замок был разрушен пожаром 14 октября 1806 года.

## История
Сооружение оригинальной крепости произошло вероятнее всего по приказу короля Кнута I, хотя это достоверно не известно. Он правил в период с 1167—1195 и строил крепости на восточном побережье Швеции как защиту от врагов с другого берега Балтийского моря. В период с XIII по XV века были произведены изменения и пристройки. Например, были построены новые башни, а также сооружена новая более толстая стена. Крепость получила некоторые повреждения в это же время, особенно в 1361 году, когда датский король Вальдемар IV Аттердаг напал на Боргхольм.

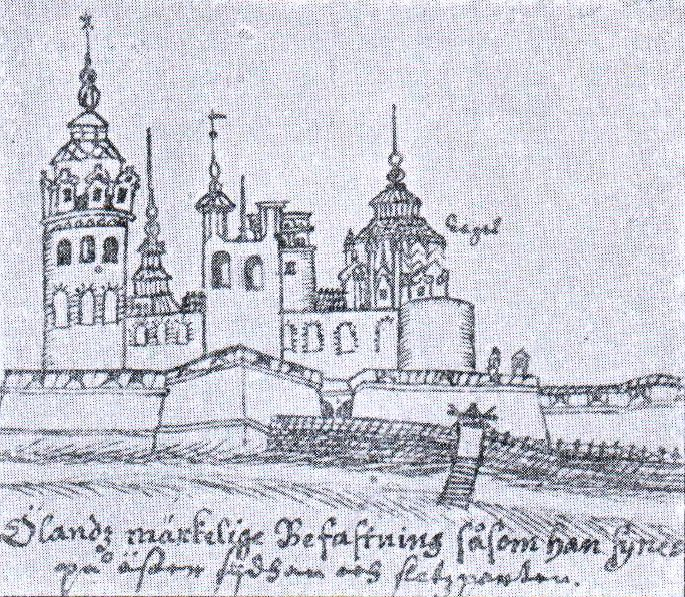
Рисунок Боргхольмского замка, 1634 год

Во времена Кальмарской унии, многие замки и крепости в Швеции были разрушены, как результат продолжающегося конфликта между датчанами и шведами. Когда Густав I Ваза стал шведским королем и союз распался, он вместе со своими сыновьями, которые правили вместе с ним, вложил большую сумму денег в реконструкцию этих зданий. Сын Густава Юхан III (правил 1568—1592) приказал отремонтировать Боргхольмский замок в стиле Возрождения. Во время его правления братья Пар (4 инженера и архитектора из Милана) провели масштабные восстановительные работы в 1572 году. Замок приобрел готический вод и стал примером итальянского бастионного стиля.
Несколько десятилетий спустя Швеция и Дания воевали друг против друга в Кальмарской войне. Боргхольмский замок сначала сдался датчанам в 1611 году, но позже был отвоеван шведами в том же году. На следующий год после двухнедельной осады командующий шведской армией Петер Михельсен Хаммаршьёльд был вынужден сдаться. Согласно подписанному по окончании войны договору, Кнередскому миру, Боргхольм переходил обратно Швеции.
После войны замок был в ужасном состоянии, реставрационные работы начались только в 1654 году. На этот раз замок перестроили в барочный дворец. Карл X Густав был заказчиком реконструкции, а Никодемус Тессин Старший стал архитектором, воплотившим в жизнь мечты короля. Когда Карл Густав скончался в 1660 году, реставрационные работы остановились, но были продолжены в более медленном темпе при правлении короля Карла XI и короля Карла XII. В 1709 году реконструкция окончательно завершилась.
На протяжении сотни лет дворец стоял и приходил в упадок. 14 октября 1806 года замок превратился в руины в результате пожара, который начался на крыше северного крыла.

## Сегодня
Сегодняшний замок — это руины дворца Карла X Густава, датируемые XVII веком. Руинами владеет и управляет Комитет национальной собственности Швеции (Statens Fastighetsverk). Замок открыт для посетителей, в нём располагается музей.
Во внутреннем дворе проводятся концерты, театральные представления и другие события. Как концертная площадка замок начал работать в 1973 году. По случаю полувекового юбилея администрация организовала выставку «Rockruinen 50 år» («Рок-руины 50 лет») с фотографиями и историями людей, посещавших концерты в замке.
Летом 1989 года шведская поп-группа Roxette сняла шесть видеоклипов на свои песни во время концерта. Одна из них «Listen to Your Heart» стала третьим хитом группы, попавшим на первую строчку Billboard Hot 100 позже в том же году.

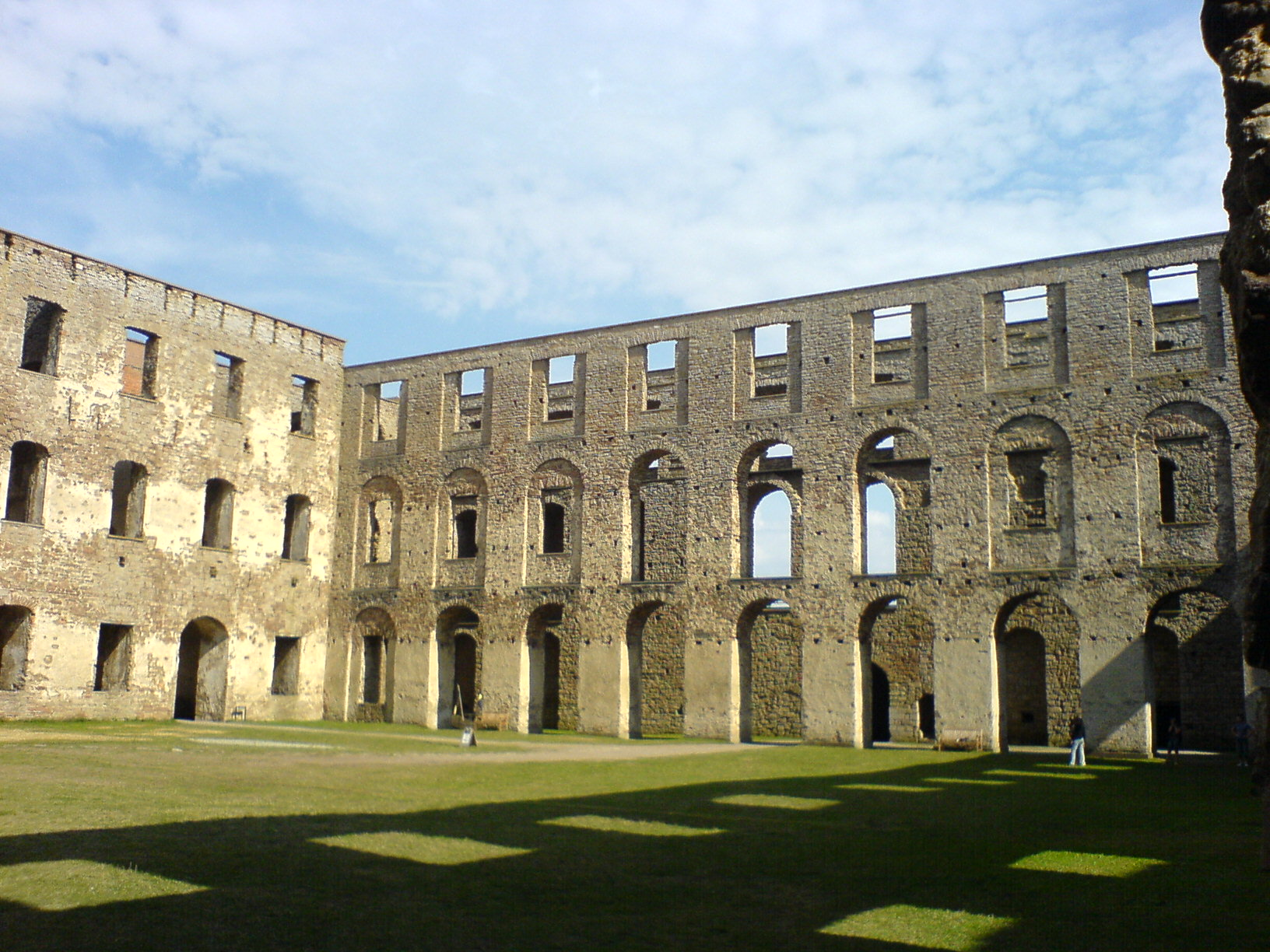
Вид изнутри руин Боргхольмского замка
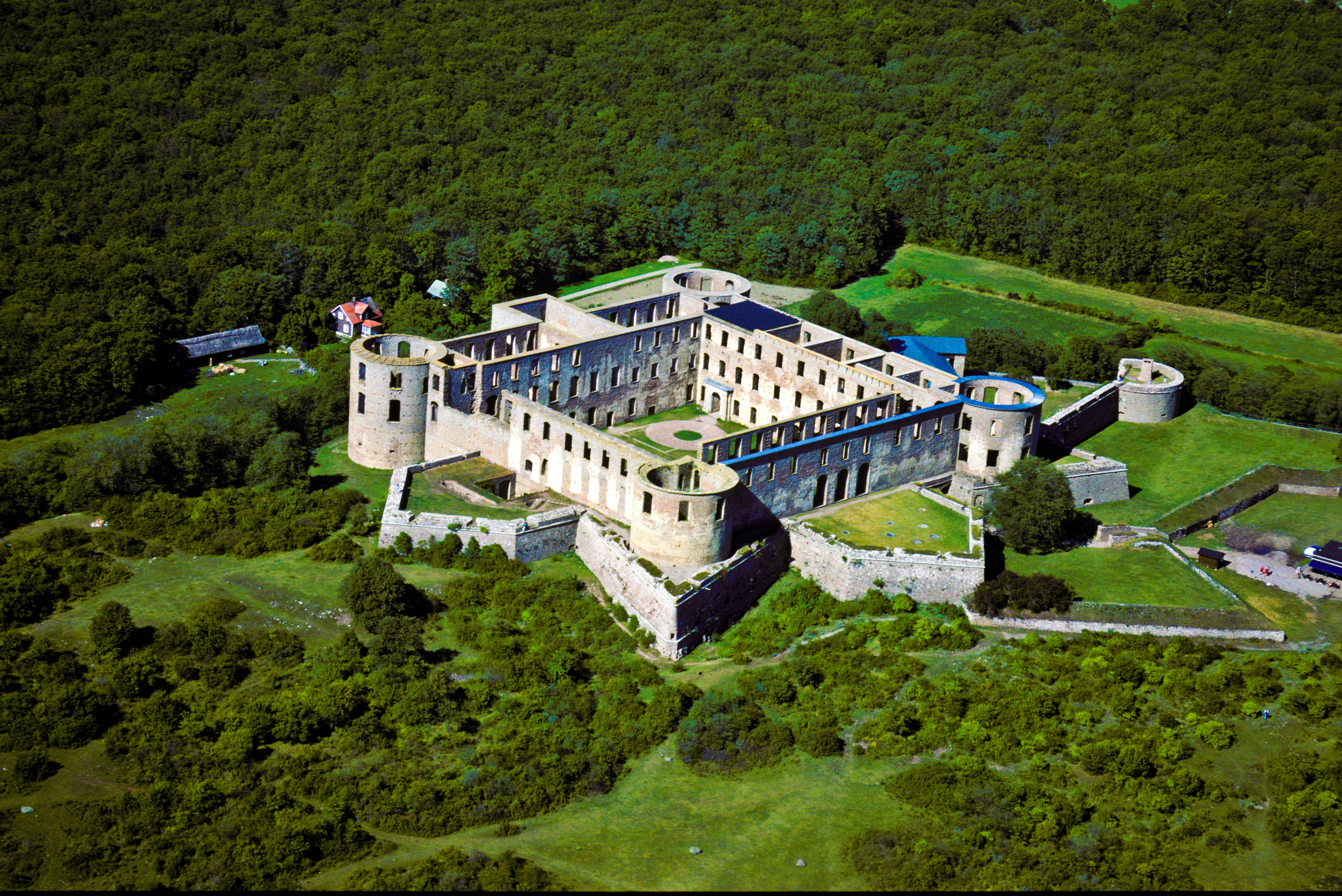
Боргхольмский замок с высоты птичьего полета
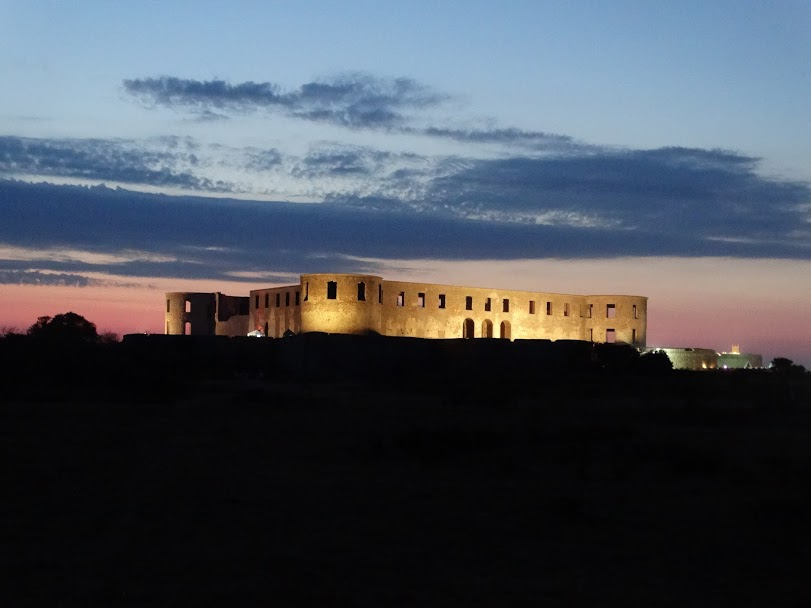
Боргхольмский замок ночью